# البنك المصري الخليجي
البنك المصري الخليجي يعمل ضمن قطاع البنوك مع التركيز على البنوك الإقليمية ويقع مقر البنك المصري الخليجي في الجيزة، مصر، وقد تم تأسيسه في أكتوبر 1981.

## التأسيس
تأسس البنك المصري الخليجي في عام 1981 بموجب قانون الاستثمار رقم 43/1974 وتعديلاته. أسس البنك كل من صلاح محمود وجواد بو خمسين وفهد الشبكشي وعبد الرحمن الشربتلي إضافة لشراكة من مصر للتأمين.

## النمو والتطور
لقد نما البنك المصرى الخليجي بشكل تلقائي وحقق نسبة كبيرة من الاستقرار على مر السنين. واتبع البنك إستراتيجية التوسع عن طريق التعاون في المشاريع مع قادة السوق في مختلف القطاعات. وكل ذلك انعكس على إضافة قيمة للسوق المصري.
و يتعامل البنك المصري الخليجي في المعاملات الخارجيه بعملة الدولار